# Mémorial de la Résistance en Vercors

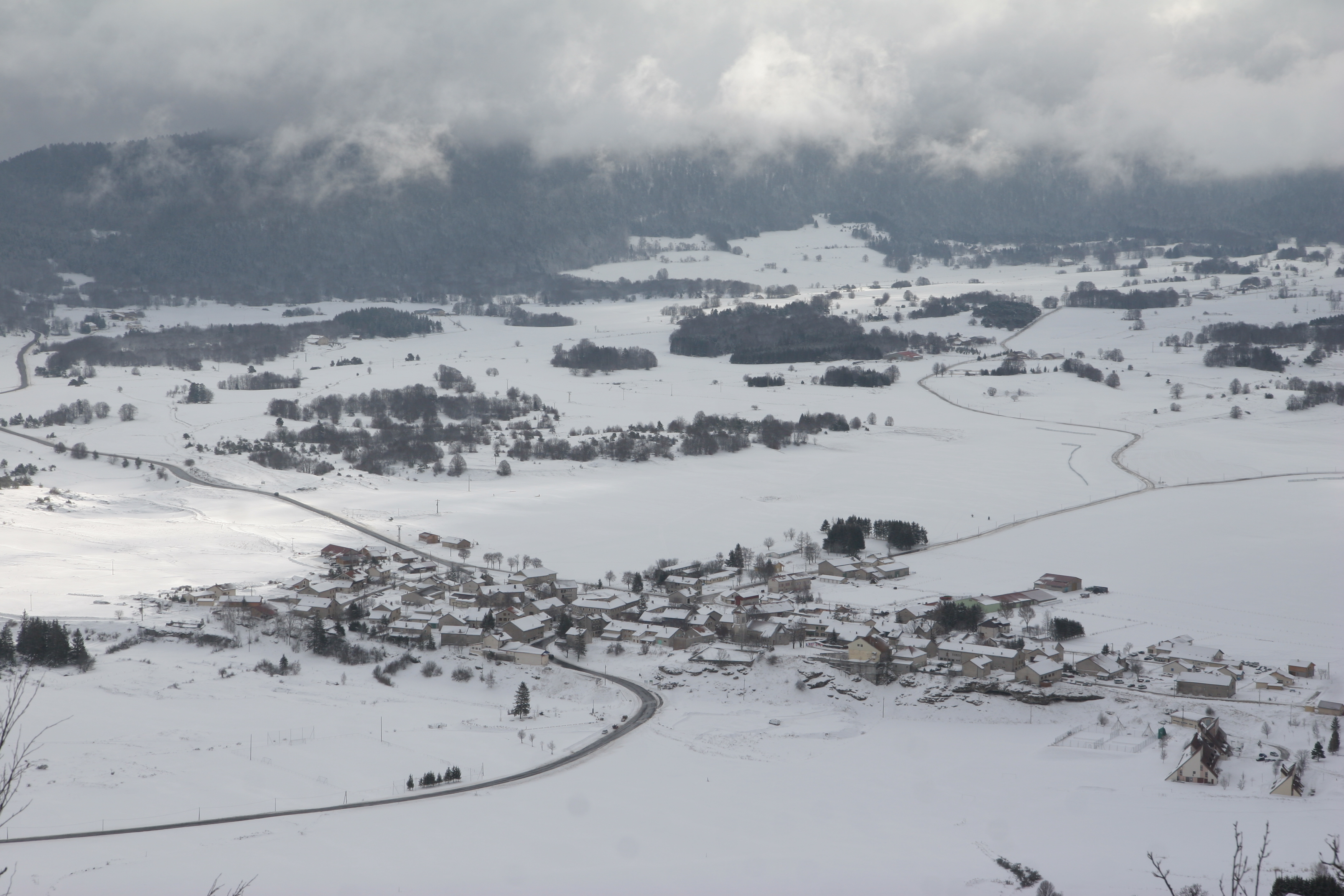
Vassieux-en-Vercors vu des pentes du Col de La chaux, près du Mémorial de la Résistance

Le Vercors est un haut lieu de la Résistance, durant la Seconde Guerre mondiale. En juillet 1944, les Allemands lancent plus de 15 000 soldats à l'assaut du Vercors, coûtant la vie à 201 civils et 639 maquisards. 
Le Mémorial du Vercors et la nécropole, sur la commune de Vassieux-en-Vercors, conservent la mémoire  de la « tragédie du Vercors ».

## Le Mémorial du Vercors

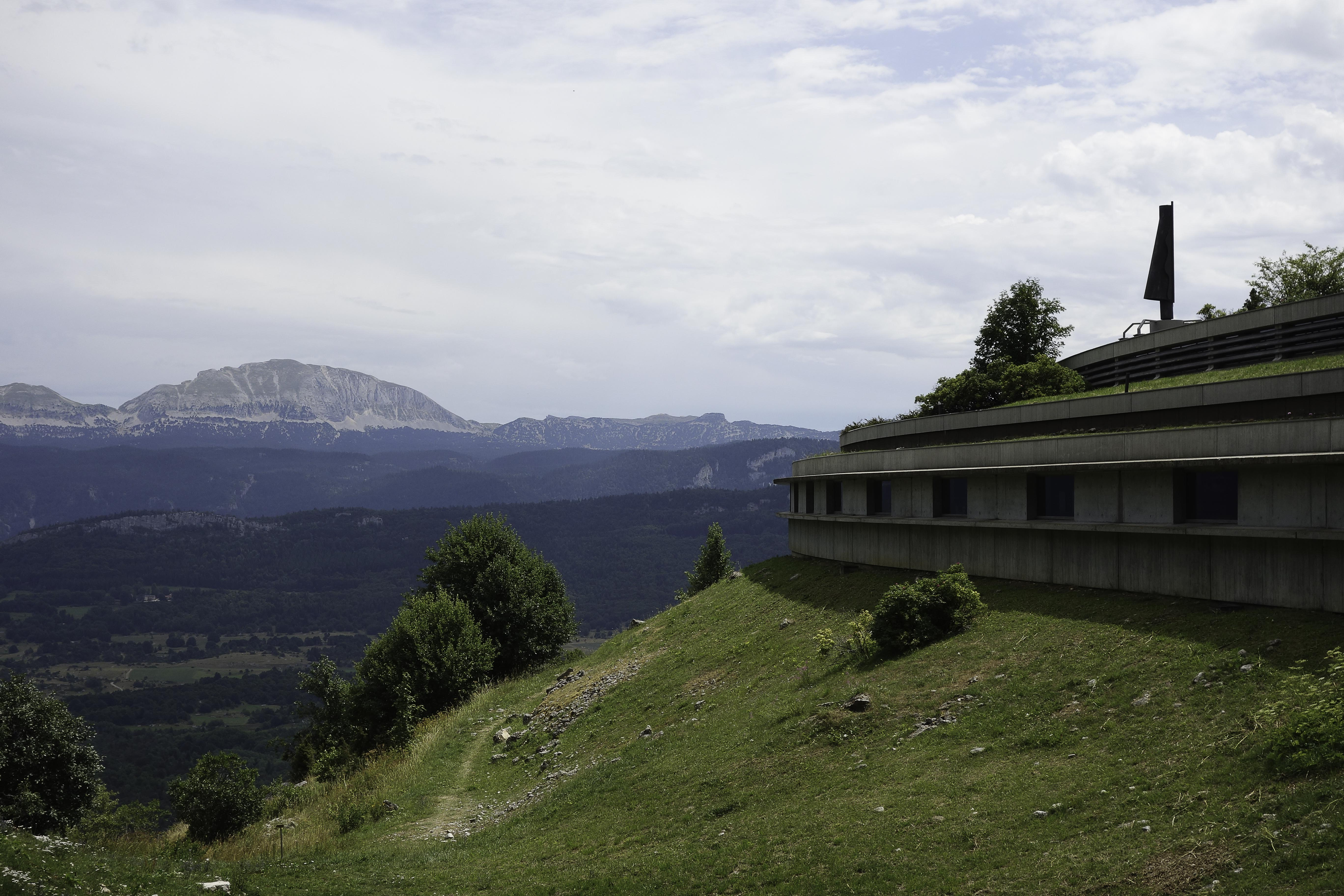
Mémorial de la Résistance

Enchâssé dans la montagne, le Mémorial de la Résistance n'est pas un musée d'objet mais une mise en scène, par des enregistrements, des témoignages, des maquettes, des photos, etc., afin d'engendrer l'émotion.
- Muséographie de Jean-Pierre Laurent

## La nécropole nationale

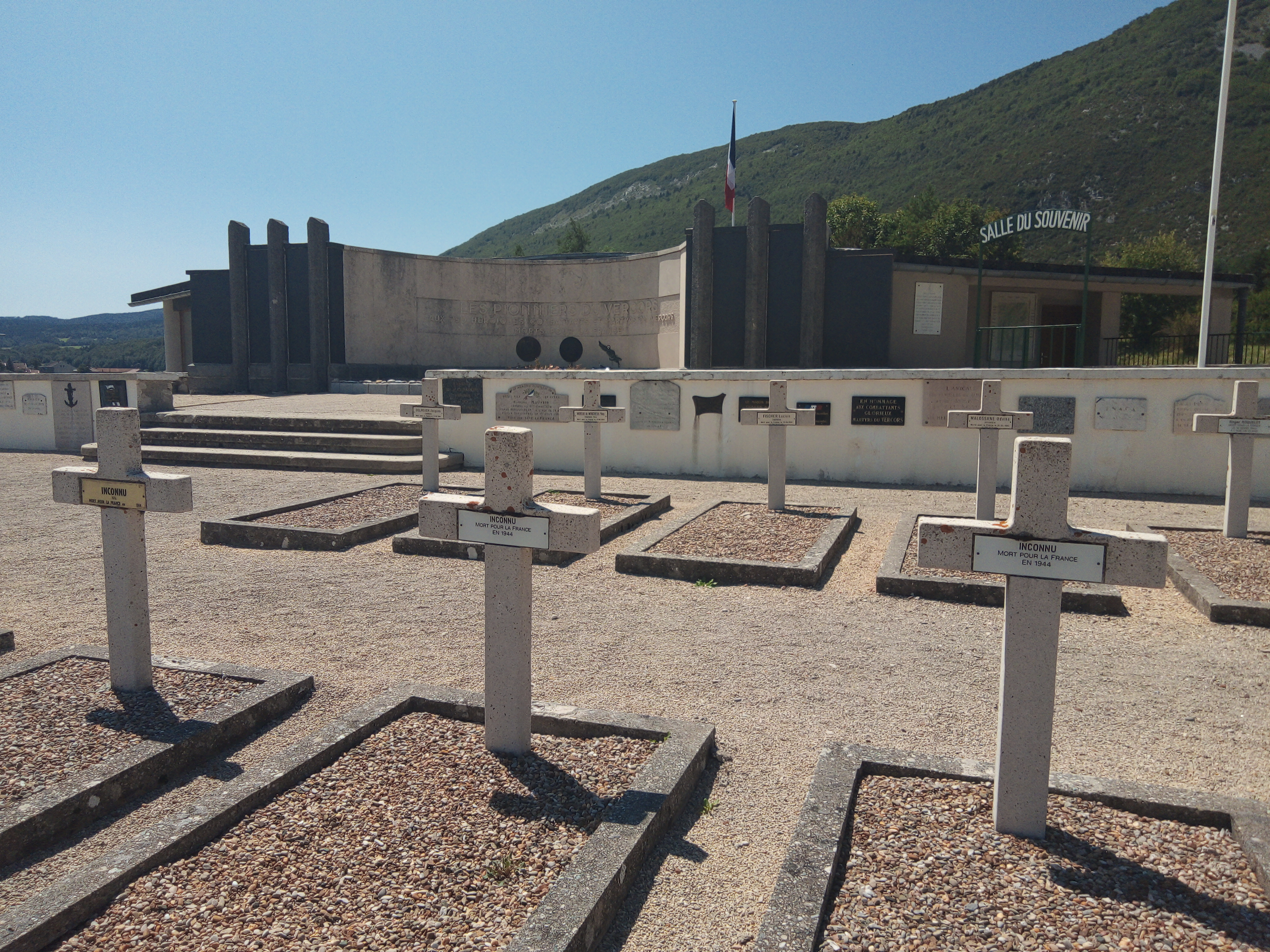
La nécropole nationale de Vassieux-en-Vercors

La nécropole nationale de Vassieux-en-Vercors est un cimetière militaire de la Résistance situé au bord de route à l'entrée du village de Vassieux. D'une superficie de 8 300 m2, elle a été créée en 1948 et rassemble 187 tombes individuelles matérialisées par des croix de ciment peintes en blanc : 
- celles 86 de résistants membres des FFI ;
- celles de 52 habitants de Vassieux ;
- celles de 49 inconnus[2].

On peut y voir également une carcasse de planeur allemand et une « salle du souvenir ».

## Pour approfondir